# Бру-Верне
Бру-Верне́ (фр. Broût-Vernet, окс. Brot e Vernet) — коммуна во Франции, находится в регионе Овернь. Департамент коммуны — Алье. Входит в состав кантона Эскюроль. Округ коммуны — Виши.
Код INSEE коммуны — 03043.

## Население
Население коммуны на 2008 год составляло 1175 человек.
| 1962 | 1968 | 1975 | 1982 | 1990 | 1999 | 2008 |
| ---- | ---- | ---- | ---- | ---- | ---- | ---- |
| 1028 | 1061 | 994  | 1048 | 1035 | 1068 | 1175 |

## Экономика
В 2007 году среди 699 человек в трудоспособном возрасте (15—64 лет) 510 были экономически активными, 189 — неактивными (показатель активности — 73,0 %, в 1999 году было 70,0 %). Из 510 активных работали 468 человек (256 мужчин и 212 женщин), безработных было 42 (18 мужчин и 24 женщины). Среди 189 неактивных 57 человек были учениками или студентами, 61 — пенсионерами, 71 были неактивными по другим причинам.

## Достопримечательности
- Кладбище с мавзолеем Эжена Руэра в неоклассическом стиле.
- Несколько шато, построенных для Ипполита Коншона[англ.] в 1843—1855 годах.
- Романская церковь XII века. Исторический памятник.
- Романская часовня Обтер. Исторический памятник с 1977 года.